# وینیل (فیلم ۲۰۱۲)
وینیل (انگلیسی: Vinyl) یک فیلم کمدی بریتانیایی به کارگردانی سارا شوگرمن محصول ۲۰۱۲ است. کیت آلن و فیل دنیلز از جمله بازیگران این فیلم هستند.